# Blaberus craniifer
Blaberus craniifer Burmeister, 1838 è un insetto blattodeo appartenente alla famiglia Blaberidae, diffuso in America.

## Descrizione
Può raggiungere la lunghezza di 6 cm. I maschi sono più snelli e hanno l'urite di minori dimensioni rispetto alle femmine. Il colore del corpo è marroncino, più scuro vicino alle ali che vengono utilizzate raramente, in genere per planare in caso di cadute.

## Biologia

### Comportamento
La longevità, in genere maggiore per le femmine che per i maschi, si attesta tra gli otto e i quindici mesi dal raggiungimento dell'età adulta.

### Riproduzione
Le femmine depongono le uova in un'ooteca precedentemente secreta, da cui escono ninfe molli e bianche, che in seguito
diverranno marroni e dure. Il primo alimento delle ninfe è l'ooteca. Gli esemplari di questa specie sono fossori e notturni. I maschi presentano una certa aggressività, soprattutto per la difesa del territorio e in presenza di femmine.

## Distribuzione e habitat
Questo scarafaggio è presente in Messico, Belize, Cuba, Repubblica Dominicana e Stati Uniti d'America (Florida)..

## Conservazione
Questa specie non è stata valutata dalla IUCN.